# Brzydula Betty
Brzydula Betty (ang. Ugly Betty) – amerykański serial telewizyjny, emitowany przez stację ABC od 28 września 2006 do 14 kwietnia 2010. Jest to swobodna adaptacja kolumbijskiej telenoweli pt. Brzydula. W Polsce emitowany od 14 maja 2007 r. w telewizji Fox Life oraz TVP2.

## Postacie
- Betty Suarez – America Ferrera
- Ignacio Suarez – Tony Plana
- Hilda Suarez – Ana Ortiz
- Justin Suarez – Mark Indelicato
- Daniel Meade – Eric Mabius
- Wilhelmina Slater – Vanessa L. Williams
- Alexis Meade – Rebecca Romijn
- Bradford Meade – Alan Dale
- Marc St. James – Michael Urie
- Amanda Tanen – Becki Newton
- Henry Grubstick – Christopher Gorham
- Christina McKinney – Ashley Jensen
- Claire Meade – Judith Light

### W pozostałych rolach
| Rola w serialu        | Aktor/Aktorka    |
| Giovanni „Gio” Rossi  | Freddy Rodriguez |
| Suzuki St. Pierre     | Alec Mapa        |
| Gina Gambarro         | Ava Gaudet       |
| Charlie               | Jayma Mays       |
| Beckett 'Becks' Scott | Bailey Chase     |
| Nick Pepper           | Max Greenfield   |
| Sheila                | Illeana Douglas  |
| Fabia                 | Gina Gershon     |
| Cliff St. Paul        | David Blue       |
| Kenny                 | John Cho         |
| Kimmie Keegan         | Lindsay Lohan    |
| Victoria Beckham      | Jako ona sama    |
| Ginger                | Kate Reinders    |
| Coach Diaz            | Eddie Cibrian    |
| Thalía                | Jako ona sama    |
| Adriana Lima          | Jako ona sama    |

### Gwiazdy w Brzyduli Betty
- Salma Hayek pojawiła się w sześciu odcinkach pierwszego sezonu, w roli Sofii Reyes, nowej pracownicy koncernu mediowego Meade,
- Lucy Liu jako prawniczka Grace Chin, dawna znajoma Daniela i adwokat jego ojca,
- Naomi Campbell wystąpiła w finałowym odcinku drugiej serii serialu; zagrała samą siebie,
- Lindsay Lohan wystąpiła w finałowym odcinku drugiej serii jako zła koleżanka Betty z liceum oraz w drugim odcinku trzeciej serii jako kelnerka pracująca razem z ojcem Betty,
- Victoria Beckham pojawiła się w odcinku 7 drugiej serii, jako druhna Wilhelminy,
- Adriana Lima modelka pojawiła się jako ona sama w jednym z odcinków trzeciej serii,
- Ralph Macchio aktor znany głównie z roli w Karate Kid pojawił się w odcinku trzeciej serii wyemitowanym w USA 30 października,
- Rita Moreno wystąpiła gościnnie w dwóch odcinkach pierwszego sezonu jako ciotka Betty,
- Justina Machado zagrała rolę kuzynki Betty – Clarę,
- Rebecca Gayheart wcieliła się w postać Jordan, kobiety z którą spotykał się Alex Meade,
- Martha Stewart jako ona sama,
- Gene Simmons z zespołu KISS jako piosenkarz udający ojca Amandy,
- Omarion & Bow Wow wystąpili w finałowym alternatywnym pokazie,
- Betty White staruszka, którą napadła Wilhelmina,
- James Van Der Beek jako fotograf dawny kumpel Daniela,
- Larry King jako prezenter przeprowadzający wywiad z Danielem,
- Paul McCrane jako urzędnik,
- Victor Garber jako nauczyciel na kursie, na który uczęszczała Betty,
- Katherine McPhee z Amerykańskiego Idola

## Sezon pierwszy
- Początek emisji: 28 września 2006
- Koniec emisji: 17 maja 2007
- Liczba odcinków: 23

Betty, niezbyt ładna, ale za to miła i pracowita dziewczyna dostaje pracę asystentki w piśmie o modzie. Początkowo trudno jej się odnaleźć w świecie mody i złośliwości jej kolegów z pracy, ale swym wrodzonym optymizmem i zapałem powoli zjednuje sobie przyjaciół w nowej pracy. Na początku sezonu akcja toczy się wokół tragicznej śmierci poprzedniej redaktor naczelnej pisma Fey Sommers. Podejrzenia zabójstwa padają na Bradforda Meade’a, który miał z nią wieloletni romans. Został on jednak uniewinniony po tym jak jego żona Claire przyznała się do zabicia Fey. Do rodziny powraca pierworodny syn Meade’ów Alex, który sfingował własną śmierć, aby móc poddać się operacji zmiany płci. Wilhelmina, która chce przejąć kontrolę nad Modą, po aresztowaniu Claire stara się uwieść Bradforda, aby wyjść za niego za mąż i przejąć połowę imperium Meade’ów. W życiu Daniela pojawia się prawdziwa miłość – Sofia Reyes – redaktor naczelna nowego pisma, dla której gotów jest odrzucić swe dotychczasowe imprezowe życie. Jednak Sofia wykorzystuje go i porzuca w programie telewizyjnym. Daniel jest zrozpaczony. Pocieszenia szuka w narkotykach, lecz niestety przedawkowuje i Alexis chcąc go zawieźć do szpitala powoduje wypadek. Nie lepiej układa się też życie uczuciowe Betty. Jej pierwszy chłopak Walter, zdradził ją z Giną Gambarro. Betty wybacza mu jednak, lecz w niedługim czasie na horyzoncie pojawia się Henry, księgowy, który jest bardzo zainteresowany znajomością z Betty. W życiu rodzinnym Betty, również nie wiedzie się lepiej. Jej ojciec okazał się nielegalnym imigrantem i musi wracać do Meksyku. Betty stara się o wizę dla ojca przez co dowiaduje się wielu rzeczy o przeszłości swego ojca i matki oraz wplątuje się w układ z Wilhelminą.

## Sezon drugi
- Początek emisji: 27 września 2007
- Koniec emisji: 22 maja 2008
- liczba odcinków: 18 (skrócono z powodu strajku scenarzystów)

Zaczęło się od tego, że po wypadku w ostatnim odcinku 1 sezonu nic już nie było takie samo. Daniel czuł się winny, Alexis nie pamiętała, kim jest. Później Wilhelmina uwiodła Bradforda. Dochodzi do ślubu, na którym jednak Bradford dostaje zawału i umiera. Wilhelmina odchodzi w cień. Claire zostaje uniewinniona i zakłada własne pismo... Pojawia się mąż Christiny, który mówi, że jest chory i na jego leczenie potrzebne są pieniądze. Wykorzystuje to Wilhelmina, wykorzystuje Christinę jako zastępczą matkę noszącą dziecko Wilhelminy i Bradforda. Tym samym należy do niej 1/3 imperium Meade’ów. Życie Betty również nie jest takie proste. Po tym jak dowiaduje się, że Charlie jest w ciąży z Henrym, uważa, że ich związek jest zakończony. Jednak potem godzą się i Henry zostaje w Nowym Jorku aż do narodzin dziecka Charlie. Pojawia się też Gio, który zakochuje się w Betty. Daniel poznaje siostrę Wilhelminy, Renee, i się w niej zakochuje. Niestety, kobieta ma problemy psychiczne, cudem nie zabija siebie i Betty. Zostaje umieszczona w zakładzie psychiatrycznym, a Daniel cierpi z powodu jej utraty. Wilhelmina dopina swojego, zostaje redaktorem naczelnym pisma „Mode”, czym skłóca rodzinę Meade’ów. Daniel odchodzi z własnym synem, który się właśnie pojawił i poinformował, że jego matka – modelka, z którą kiedyś miał romans Daniel – nie żyje. Claire jest obrażona. Betty staje przed trudnym wyborem – Gio chce, aby wybrała się z nim do Rzymu, a Henry się jej oświadcza i chce, aby wyjechała z nim do Tucson.

## Sezon trzeci
- Początek emisji: 25 września 2008
- Koniec emisji: 21 maja 2009
- liczba odcinków: 24

Betty, targana niepewnością kogo wybrać wyjeżdża na wycieczkę, podczas której postanawia zmienić swoje życie. Dlatego wyprowadziła się z rodzinnego domu do swego własnego mieszkania. W pracy zamierza wykorzystać pomysły zebrane podczas podróży, lecz nie bardzo pasują one do nowego magazynu w którym pracuje, mianowicie ‘Playerze’. Stara się namówić Daniela, aby ten walczył o powrót do ‘Mode’. Daniel jednak bardziej zajęty jest walką o prawa rodzicielskie do swojego syna. Po słabej sprzedaży nowego numeru Wilhelminy zostaje ona odsunięta od szefowania nad pismem, a na jej miejsce powraca Daniel. Christina, która jest w zaawansowanej ciąży zostaje zepchnięta ze schodów. Początkowo podejrzenia padają na Daniela, ale po małym śledztwie Marca, Amandy i Betty odkrywają, że stoi za tym Alexis, która trafia do więzienia. Sytuację wykorzystuje Wilhelmina, która szantażem dostaje 50% Imperium Meade’ów. Hilda kontynuuje swój romans z trenerem, dopóki jego żona przez pomyłkę nie podejrzewa o to Betty. Wtedy Hilda postanawia nie rozbijać małżeństwa trenera i zrywa z nim. Daniel dowiaduje się, że nie jest biologicznym ojcem DJ-a i jest zmuszony oddać go jego dziadkom we Francji. Daniel i Wilhelmina zostają redaktorami naczelnymi pisma. Betty postanawia pomóc w pracy swojej znienawidzonej z czasów liceum koleżance Kimmy, która nieuczciwie rywalizuje z Betty i włazi za skórę Amandzie i Marcowi. Nie mogąc znieść jej już dłużej postanawiają się zemścić i przyczynić się do zwolnienia Kimmy. Betty zabujała się w swoim sąsiedzie Jessie’m. Amanda została eksmitowana ze swojego mieszkania i mieszka w biurze. Betty radzi jej, żeby zamieszkała z którymś ze swoich przyjaciół, myśląc, że to propozycja wprowadza się do Betty. Hilda mając problemy z dostaniem pozwolenia na prowadzenie salonu zaczyna działać w „konspiracji”. Betty dowiaduje się, że istnieje coś takiego jak Y.E.T.I (Young Editors Training Program), czyli stowarzyszenie pomagające młodym osobom rozpocząć pracę nad własnym magazynem. Aby wziąć udział w konkursie trzeba zaprojektować własne pismo. Razem z nią do Y.E.T.I startuje Marc. Christina rodzi chłopczyka. Zgodnie z umową oddaje go pod opiekę Wilhelminie. Między tymi wydarzeniami ojciec Betty przechodzi zawał serca. Po powrocie do domu zajmuje się nim pielęgniarka Elena, w której zakochuje się z wzajemnością. Miłość nie omija również Wilhelminy, której serce zabiło szybciej na widok nowego dyrektora finansowego – Connora. Ten jednak zamierza ożenić się z Molly – seksowną nauczycielką, w której zakochał się Daniel. W życiu Betty pojawia się Matt – kolega z Y.E.T.I. miliarder z milionem pomysłów na życie. Początkowo nie zapałają do siebie przyjaźnią, ale zmieni się to diametralnie, gdy poznają się bliżej. Daniel i Molly planują się pobrać, lecz ta dowiaduje się o nawrocie choroby (raka) i początkowo nie przyjmuje oświadczyn, lecz zgadza się po deklaracjach Daniela. Sielankę trwającą w związku u Wilhelminy i Connora przerywa jego chęć wyjazdu ze zgiełku miasta. Wilhelmina nie zgadza się na to. Connor ucieka i okrada firmę. Jedynym ratunkiem dla ‘Mode’ okazuje się być Calvin Hartley – ojciec Matta. Staje się on współwłaścicielem firmy. Christina dowiaduje się, że mały William jest jej synem i razem z mężem wykradają małego i wracają do Szkocji. Betty i Marc toczą bój o awans. Hilda poznaje radnego w którym po pewnym czasie się zakochuje. Elena wyjeżdża do Miami pracować w tamtejszym szpitalu odrzucając tym oświadczyny Ignacia. Powraca dawna miłość Betty, mianowicie Henry. Wyjaśniając sobie wszystkie wątpliwości całują się na pożegnanie, widzi to Matt i zrywa z Betty. Molly przegrywa walkę z rakiem. Daniel jest załamany. Claire zostaje nowym prezesem „Mode”. Betty dostaje awans.

## Sezon czwarty
- Początek emisji: 16 października 2009
- Koniec emisji: 14 kwietnia 2010
- Liczba odcinków: 20

## Nagrody
| Amerykańska Akademia Telewizyjna (Nagroda Emmy)                     |           | |
| 2009                                                                | Nominacja | Najlepsze kostiumy w serialu Eduardo Castro za odcinek „In The Stars”                                           |
| 2009                                                                | Nominacja | Najlepsza aktorka drugoplanowa w serialu komediowym Vanessa Williams                                            |
| 2008                                                                | Nominacja | Najlepsza aktorka w serialu komediowym America Ferrera                                                          |
| 2008                                                                | Nominacja | Najlepsza aktorka drugoplanowa w serialu komediowym Vanessa Williams                                            |
| 2008                                                                | Nominacja | Najlepsza obsada serialu komediowego                                                                            |
| 2007                                                                | Wygrana   | Najlepsza aktorka w serialu komediowym America Ferrera                                                          |
| 2007                                                                | Wygrana   | Najlepsza obsada serialu komediowego                                                                            |
| 2007                                                                | Wygrana   | Najlepsza reżyseria serialu komediowego Richard Shepard za odcinek pilotażowy                                   |
| 2007                                                                | Nominacja | Najlepszy serial komediowy                                                                                      |
| 2007                                                                | Nominacja | Najlepsza czołówka                                                                                              |
| 2007                                                                | Nominacja | Najlepsza aktorka drugoplanowa w serialu komediowym Vanessa Williams                                            |
| 2007                                                                | Nominacja | Najlepsza scenografia w serialu kręconym przy użyciu jednej kamery Archie D’Amico Jim Wallis I Mark Worthington |
| 2007                                                                | Nominacja | Najlepsze fryzury w serialu za odcinek „I’m Coming Out”                                                         |
| 2007                                                                | Nominacja | Najlepsze kostiumy w serialu Eduardo Castro Mike Chapman za odcinek „I’m Coming Out”                            |
| 2007                                                                | Nominacja | Najlepszy gościnny występ w serialu komediowym – aktorka Salma Hayek                                            |
| 2007                                                                | Nominacja | Najlepszy gościnny występ w serialu komediowym – aktorka Judith Light                                           |
| Hollywoodzkie Stowarzyszenie Prasy Zagranicznej (Złoty Glob)        |           | |
| 2009                                                                | Nominacja | Najlepsza aktorka w serialu komediowym lub musicalu America Ferrera                                             |
| 2008                                                                | Nominacja | Najlepsza aktorka w serialu komediowym lub musicalu America Ferrera                                             |
| 2007                                                                | Nominacja | Najlepsza aktorka w serialu komediowym lub musicalu America Ferrera                                             |
| 2007                                                                | Wygrana   | Najlepszy serial komediowy lub musical                                                                          |
| 2006                                                                | Wygrana   | Najlepsza aktorka w serialu komediowym lub musicalu America Ferrera                                             |
| Stowarzyszenie Aktorów Filmowych (Nagroda Gildii Aktorów Filmowych) |           | |
| 2007                                                                | Nominacja | Najlepsza aktorka w serialu komediowym America Ferrera                                                          |
| 2007                                                                | Nominacja | Najlepsza aktorka w serialu komediowym Vanessa L. Williams                                                      |
| 2007                                                                | Nominacja | Najlepsza obsada serialu komediowego                                                                            |
| Entertainment Weekly (Ewwy Award)                                   |           | |
| 2010                                                                | Nominacja | Najlepszy serial komediowy                                                                                      |
| 2010                                                                | Nominacja | Najlepsza aktorka drugoplanowa w serialu komediowym Vanessa Williams                                            |
| 2009                                                                | Nominacja | Najlepszy aktor drugoplanowy w serialu komediowym Michael Urie                                                  |
| 2009                                                                | Nominacja | Najlepsza aktorka drugoplanowa w serialu komediowym Becki Newton                                                |
| 2008                                                                | Nominacja | Najlepszy serial komediowy                                                                                      |
| 2008                                                                | Nominacja | Najlepszy aktor drugoplanowy w serialu komediowym Michael Urie                                                  |
| 2008                                                                | Nominacja | Najlepsza aktorka drugoplanowa w serialu komediowym Becki Newton                                                |

- W 2007 roku serial otrzymał nagrodę dla najlepszego serialu komediowego od organizacji Gay & Lesbian Alliance Against Defamation (GLAAD).

## Muzyka
Muzykę do czołówki skomponował Jeff Beal

## Stacje telewizyjne
Serial Brzydula Betty emitowany jest obecnie lub był emitowany w przeszłości m.in. w takich stacjach, jak:
- ABC
- Fox Life, TVP2 – Brzydula Betty
- HRT1 – Ružna Betty
- Nova Televizija – Groznata Beti
- RTÉ Two (tytuł oryginalny)
- Fox Life, Italia Uno
- Channel 4
- TF1 – Chère Betty
- Net 5
- TV Azteca
- ORF 1 – Alles Betty!
- 3+ (tytuł oryginalny)
- Sat.1 – Alles Betty!
- Seven Network
- TV2
- Fox Life, SIC – Betty Feia
- Markíza – Škaredá Betty
- LNK – Grazuole Bete